# Elsinoë eucalypticola
Elsinoë eucalypticola är en svampart som beskrevs av Cheew. & Crous 2009. Elsinoë eucalypticola ingår i släktet Elsinoë och familjen Elsinoaceae.   Inga underarter finns listade i Catalogue of Life.